# Gijsbert van Bronckhorst-Batenburg (Anholt) (1370-1429)

Stamwapen van Bronckhorst

Gijsbert van Bronckhorst-Batenburg heer van Batenburg en Anholt (ca. 1370 - 1429) was de zoon van Dirk van Bronckhorst-Batenburg en Elisabeth van Ufenhove.
Gijsbert van Bronkhorst verkocht op 16 juli 1408 de heerlijkheid Batenburg, het kasteel, boerschappen, markten, tollen en tienden aan zijn stiefbroer Jan van Berlaer heer van Helmond.
Hij trouwde met Margriet van Ghemen, erfdochter van Herman en Herburga van Zuylen-Anholt.
Uit het huwelijk van Gijsbert en Margriet van Ghemen is geboren:
- Hermanna van Bronckhorst-Batenburg (1400-1440). Zij trouwde in 1420 met Willem van Gulik (1394 - na 1439).
- Dirk I van Bronckhorst-Batenburg-Anholt.

Van Bronckhorst-Batenburgs grafzerk bevindt zich nog altijd in de oude Sint-Victorkerk. 